# كأس السلام 2003
كأس السلام 2002 هو الموسم 1 من كأس  السلام ‏. أقيم خلال الفترة من 22 أبريل وحتى 10 مايو، وأشرف على تنظيمه حركة توحيدية، وكان عدد الأندية المشاركة فيه 8، وفاز فيه نادي ريال مدريد .